# Іванівка (Чернігівський район)
Іва́нівка — село в Україні, центр Іванівської сільської громади Чернігівського району Чернігівської області. Населення становить 1487 особи. До 2016 року орган місцевого самоврядування — Іванівська сільська рада.
Село постраждало внаслідок геноциду українського народу, проведеного урядом СРСР 1932—1933.
До радянської окупації село мало назву Янівка (перейменовано під час Голодомору 1947).

## Археологічні розвідки
Багатошарове археологічне поселення розташоване на захід від села в урочищі Оборок (Уборок, Обірок, Городок), на піщаному останці (площа 150×60 м, висота від 1 до 6 м) в заплаві річки Вздвиж (ліва притока Десни). Досліджувалось Попко О. О. (1947, 1964), Є. Максимовим (1975), В. П. Коваленко (1974, 1976, 1977). Трипільські матеріали виявлені В. П. Коваленко.

## Історія
Св. Філарет Гумілевський писав про село:
|  | Петров Корень название поселения самого древнего дотатарского; оно сменилось в русское правление (1490 — 1600) именем Яковлевичей; а в польское владение пан Ян Граховский оставил поселению имя Яновки |

Отже, попередні назви села Петрів Корінь — Яковлевичі, Янівка, Іванівка.
Св. Філарет Гумілевський цитує стародавні акти, що значно підсилює історичні факти, що стосуються Яковлевичів — Петрова Кореня.
Перший документ — грамота короля Владислава польською мовою від 16 червня 1635 року, яка дає дозвіл шляхетній пані Варварі Ласковській, дружині Яна Граховського, передати права свої на землю Яковлевичів шляхетному Варфоломію Медушевському, аби він користувався урочищами, лісами, борами, бортними деревами, озерами і річками.
Другий документ — акт латинською мовою від 1635 року, яким Варвара Ласковська зобов'язувалася передати назавжди свої права на маєток Яковлевичі — Петрів Корень Варфоломію Медушевському, «каморнику із Земброва».
У 1721 році в селі зведено храм на честь Покрова Богоматері. Церкву прикрашав срібний потир — власність Ласковських, володарів Яковлевичів за часів короля Сигизмунда.
Філарет Гумілевський розповів і про нащадків Варфоломея Медушевського. Його син Олександр Медушевський, польський шляхтич, здобув освіту в Римі та Парижі. Після смерті батька повернувся в Україну, бо на цьому наполягав дядько Олександра Медушевського з боку матері, відомий церковний діяч Лазар Баранович.
Кілька років Олександр Варфоломійович Медушевський прожив у Москві. Виконував доручення по відомству закордонних справ Московії.
Опісля повернувся до України, міста Чернігів, оселився поблизу замку, придбав інші двори; а потім пішов на військову службу. Як склалася його доля далі невідомо. У Олександра Медушевського було два сини. Федір Олександрович народився в Чернігові без батька, мати — Єфимія Миколаївна Філонович померла, коли хлопчикові виповнилося дванадцять років Ієромонах Троїцько — Іллінського монастиря Дорофей забрав Федю Медушевського до себе. У монастирі підліток навчався грамоти, латинської діалектики. Потім вчився за кордоном. Вступив на службу до Волоського корпусу, був учасником шведської кампанії на морському флоті. Після двадцяти років служби вийшов у відставку і повернувся до Чернігова, де отримав маєток батька. Взяв шлюб із Наталією Василівною Сморжековною.
Служив городовим козаком у Чернігівському полку. Учасник Кримського походу 1736 року, Очаківського 1737 року, під Дністром 1738 року, хотинського і кримського 1739 року.
Його брат Василь Олександрович Медушевський мав чини сотника, хорунжого, отамана Чернігівського полку. Служив з 1696 року. У 1732 році універсалом гетьмана Апостола призначений на посаду хорунжого полкового Чернігівського. Подальша доля його невідома.
Селом володів Чернігівський П'ятницький монастир з 1659 року до свого закриття в 1786 році. Потому — власність казни. У 1796 році село придбав Григорій Петрович Милорадович — син останнього Чернігівського полковника Петра Степановича Милорадовича, відомий український історик.
Янівка — козацьке село Білоусівської та Чернігівської сотні Чернігівського полку.
Янівка була також родовим маєтком родини, яку започаткували сотники Слабинської і Чернігівської сотень Іван Хомич Тризна та Андрій Тризна. Останніми, хто володів маєтностями були Роман Дмитрович Тризна — голова Чернігівського повітового земства 1874 — 1875 рр. та його син Дмитро Романович Тризна, який очолював повітову земську управу в 1892 — 1910 рр.
За даними на 1859 рік у козацькому й казенному селі Чернігівського повіту Чернігівської губернії мешкало 896 осіб (426 чоловічої статі та 470 — жіночої), налічувалось 145 дворових господарств, існувала православна церква, поштова станція, сільська розправа.
Станом на 1886 у колишньому державному й власницькому селі, центрі Янівської волості мешкало 1125 осіб, налічувалось 185 дворових господарств, існували православна церква, 3 постоялих будинки, 26 вітряних млинів, крупорушка.
За переписом 1897 року кількість мешканців зросла до 1308 осіб (634 чоловічої статі та 674 — жіночої), з яких 1274 — православної віри.

### Голодомор
Село постраждало внаслідок геноциду українців 1932-33, до якого вдалася влада СРСР з огляду на масовий опір населення окупованих територій УНР. 1932 у селі почалися бунти проти влади та її агентів-комсомольців, буксирів, активістів, які грабували і старих, і багатодітних. З огляду на фізичний спротив незаконній конфіскації продуктів село, за поданням Чернігівського райкому КПУ, піддано тортурам чорною дошкою..

### Незалежна Україна
12 червня 2020 року, відповідно до розпорядження Кабінету Міністрів України № 730-р «Про визначення адміністративних центрів та затвердження територій територіальних громад Чернігівської області», увійшло до складу Іванівської сільської громади.
17 липня 2020 року, в результаті адміністративно-територіальної реформи та ліквідації колишнього Чернігівського району, село увійшло до складу новоутвореного Чернігівського району Чернігівської області.

### Війна 2022 року
Під час російського вторгнення село було захоплене російськими загарбниками.
Обстрілом було зруйновано сільський будинок культури, де розміщувалася сільська бібліотека.
30 березня 2022 року росіяни почали покидати село, а 1 квітня 2022 року, воно було остаточно звільнене, згідно з розповідями очевидів.

## Населення

### Мова
Розподіл населення за рідною мовою за даними перепису 2001 року:
| Мова       | Кількість | Відсоток |
| ---------- | --------- | -------- |
| українська | 1717      | 96.90%   |
| російська  | 49        | 2.76%    |
| румунська  | 4         | 0.23%    |
| білоруська | 2         | 0.11%    |
| Усього     | 1772      | 100%     |

## Видатні особистості
Визнаний в усьому світі відомий український лікар та вчений Данило Самойлович. Народився 11 (22) грудня 1744 р. (рік народження, за різними джерелами, коливається від 1742-го до 1746-го) у селі Янівка(нині Іванівка). Фундатор першого в Україні наукового медичного товариства. Був військовим лікарем діючої армії в російсько-турецькій війні. Самойлович першим у світі встановив, як передається чума, був членом протичумної комісії й завідувачем чумних госпіталів. Перший довів можливість протичумного щеплення.

8 травня 1952 р. в Іванівці народилася поетеса Нагорна Віра Іванівна. Авторка віршів для дітей та дорослих, пісень, патріотичних віршів та ліричних творів. В 2008 році вийшли збірки «Ви не повірите мені» та «Бігли коні під мостами», до яких увійшли вірші з раніше виданих восьми збірочок поетеси, доповнених новими творами та розділеними для дітей та дорослих.

## Інфраструктура
На території населеного пункту діє Іванівська амбулаторія ЗПСМ, яка окрім Іванівки обслуговує й інші довколишні села. Функціонує загальноосвітній навчальний заклад Іванівська ЗОШ I—III ступенів. Органом місцевого самоврядування є Іванівська сільська рада. Сільській раді підпорядковані: Іванівка, Ягідне та Количівка. Територією населеного пункту проходить автомобільний шлях міжнародного значення М01 (Київ—Чернігів—Нові Яриловичі) та автошлях територіального значення Т 2522. Іванівка підключена до високошвидкісного широкосмугового інтернету, послуги надає провайдер Укртелеком.

## Співпраця
Мепем, графство Кент, Велика Британія (2025)

## Фотогалерея

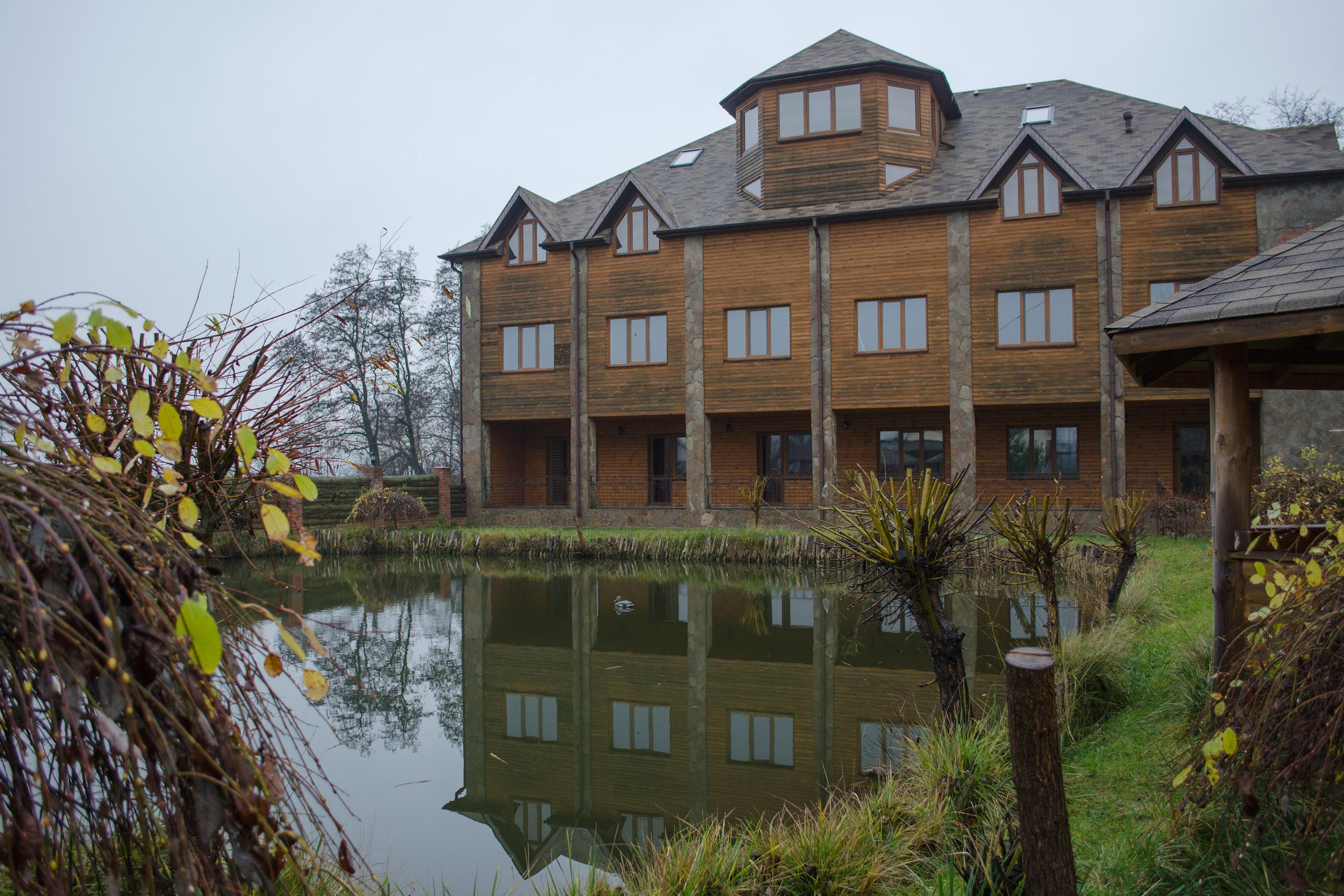
Готельний комплекс «Петрова Слобода»
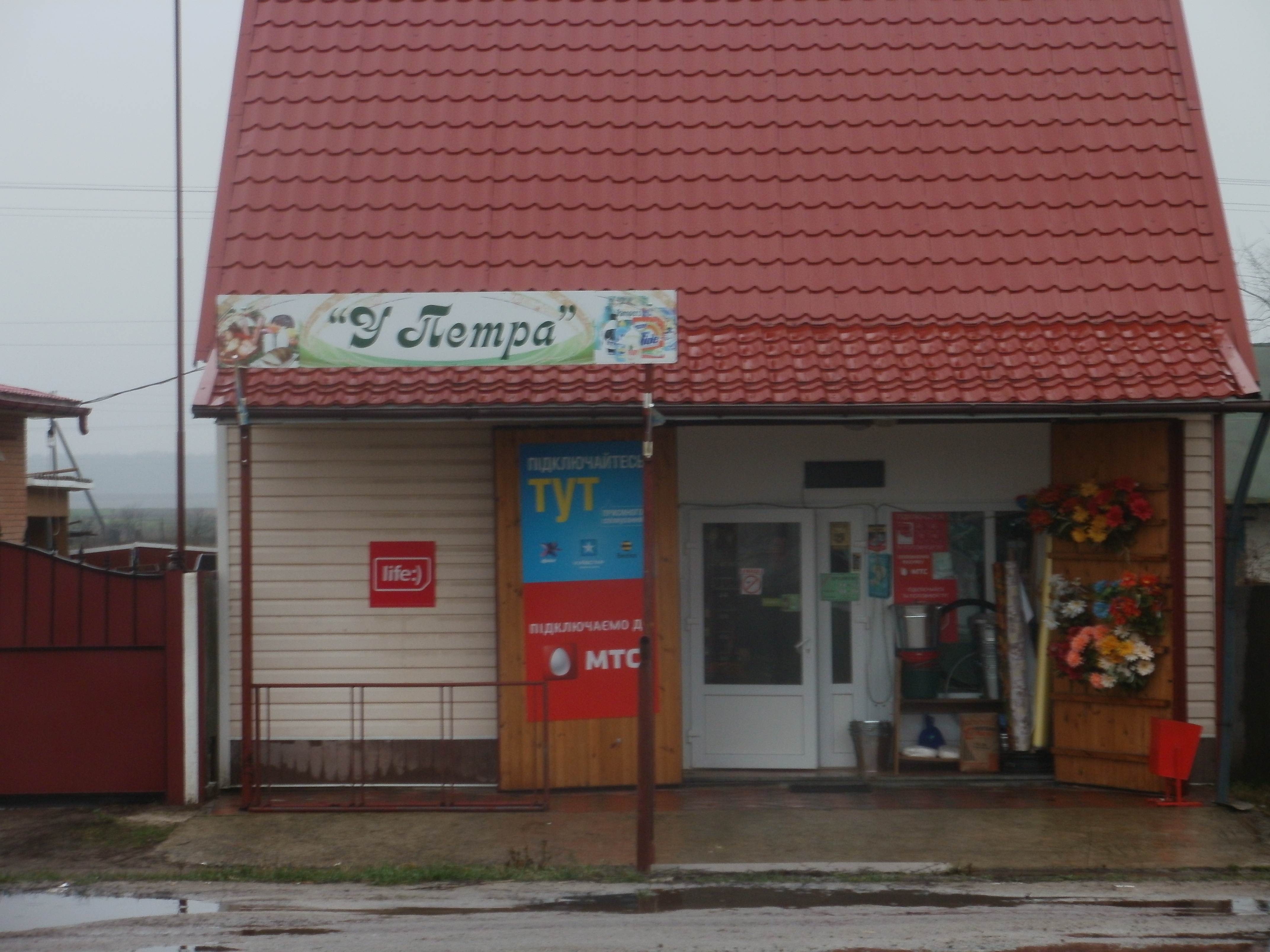
Крамниця «У Петра»
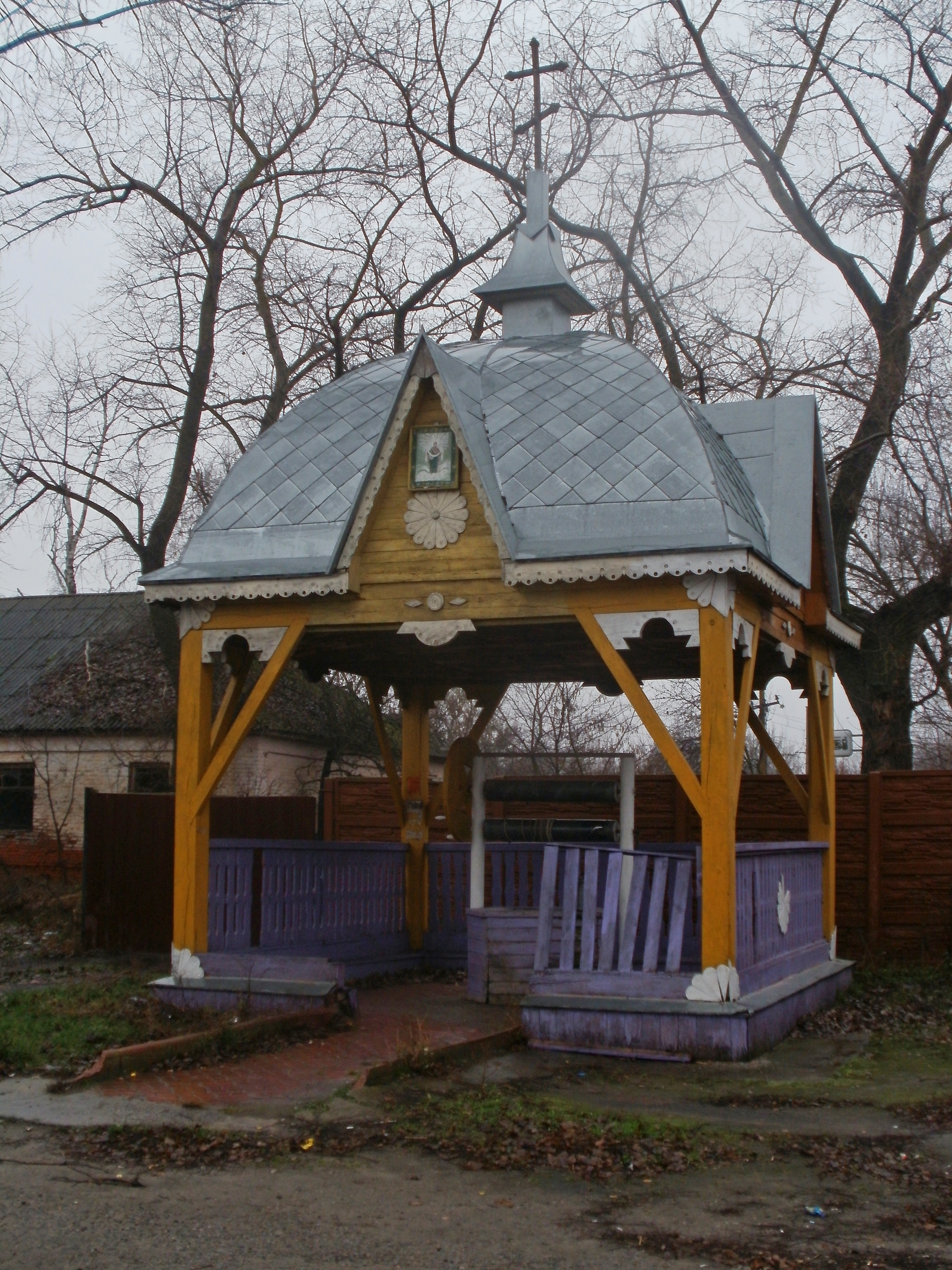
Церковна криниця
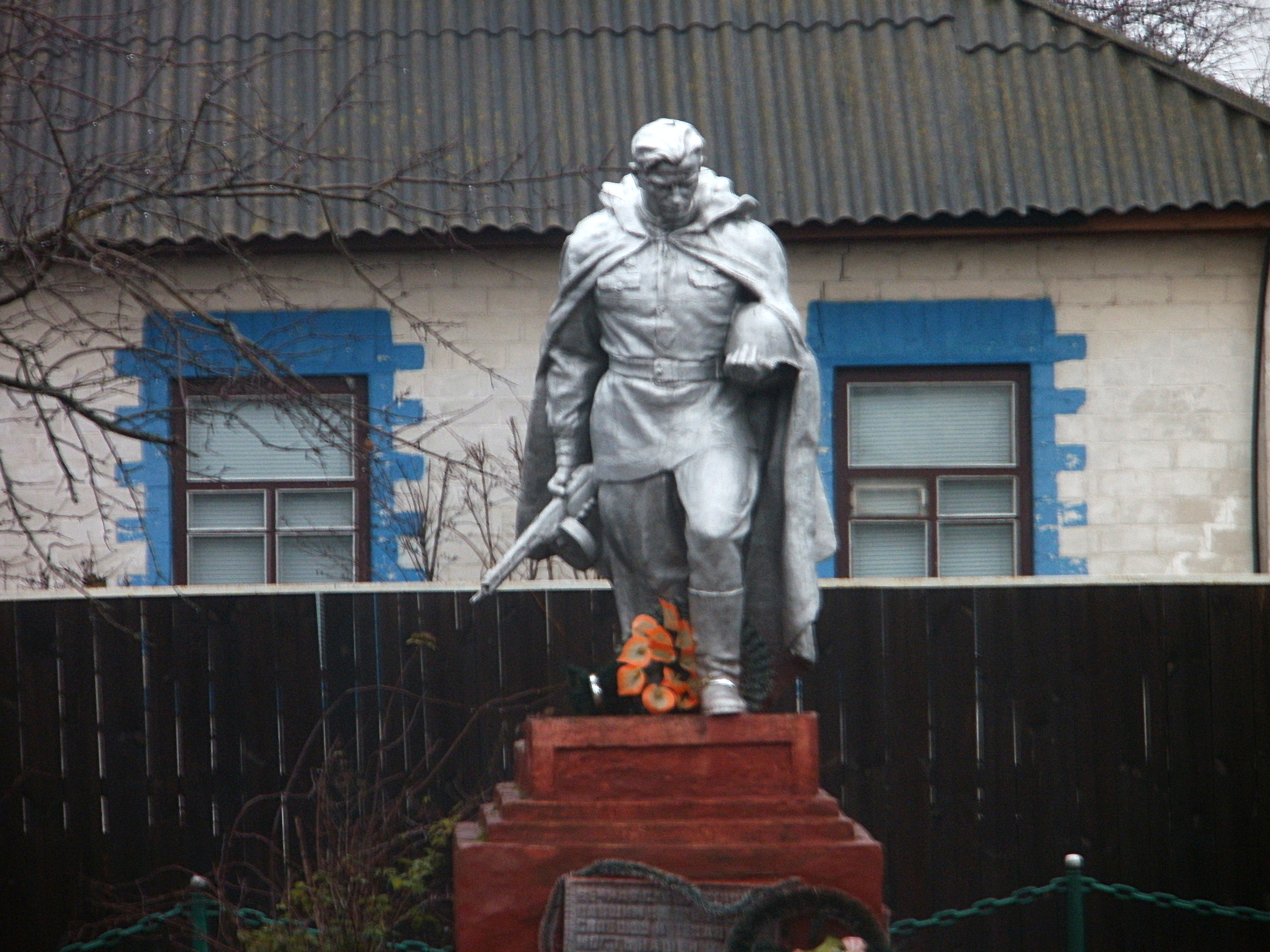
Пам'ятник
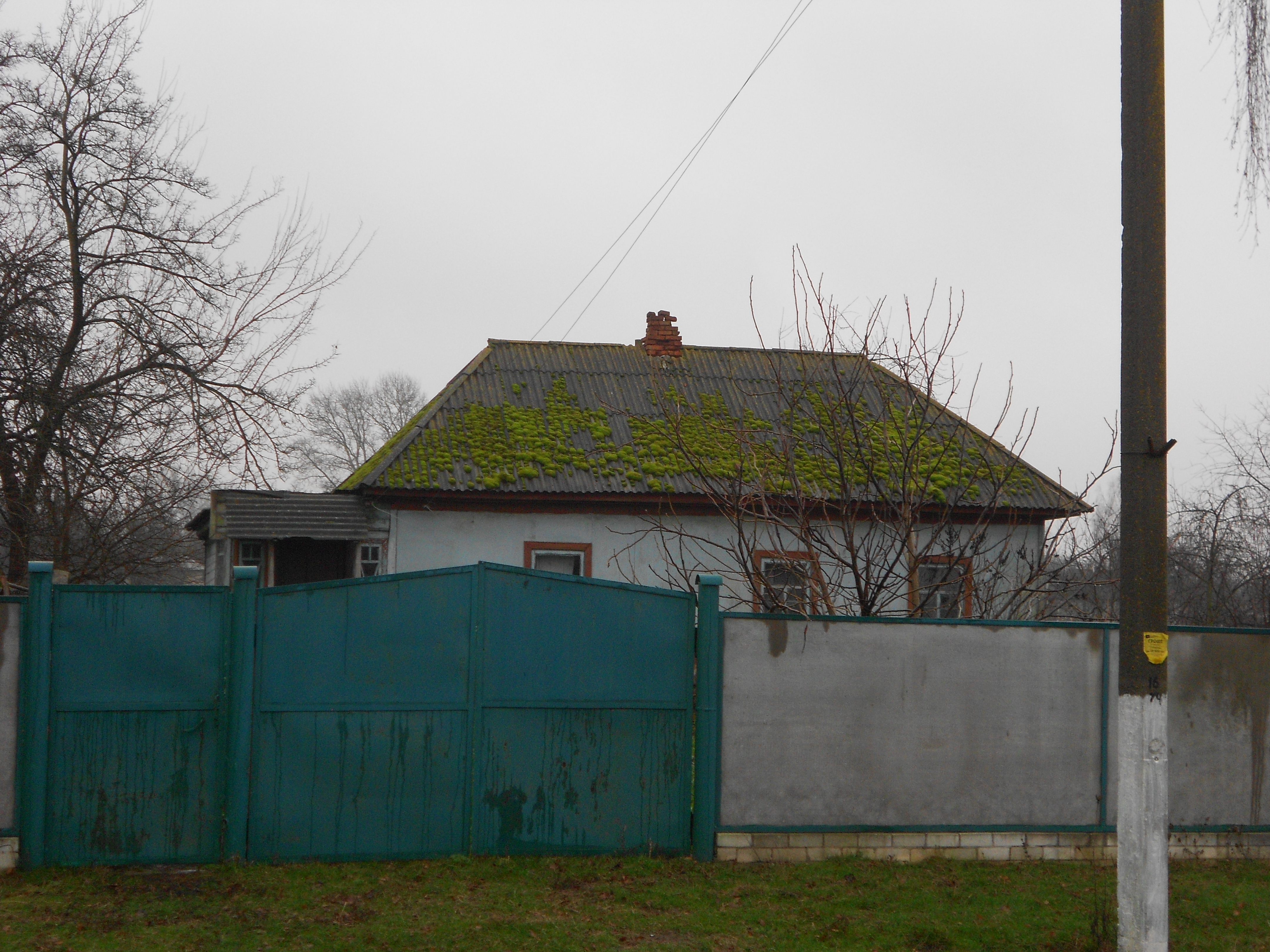
Хата із салатовим мохом на даху
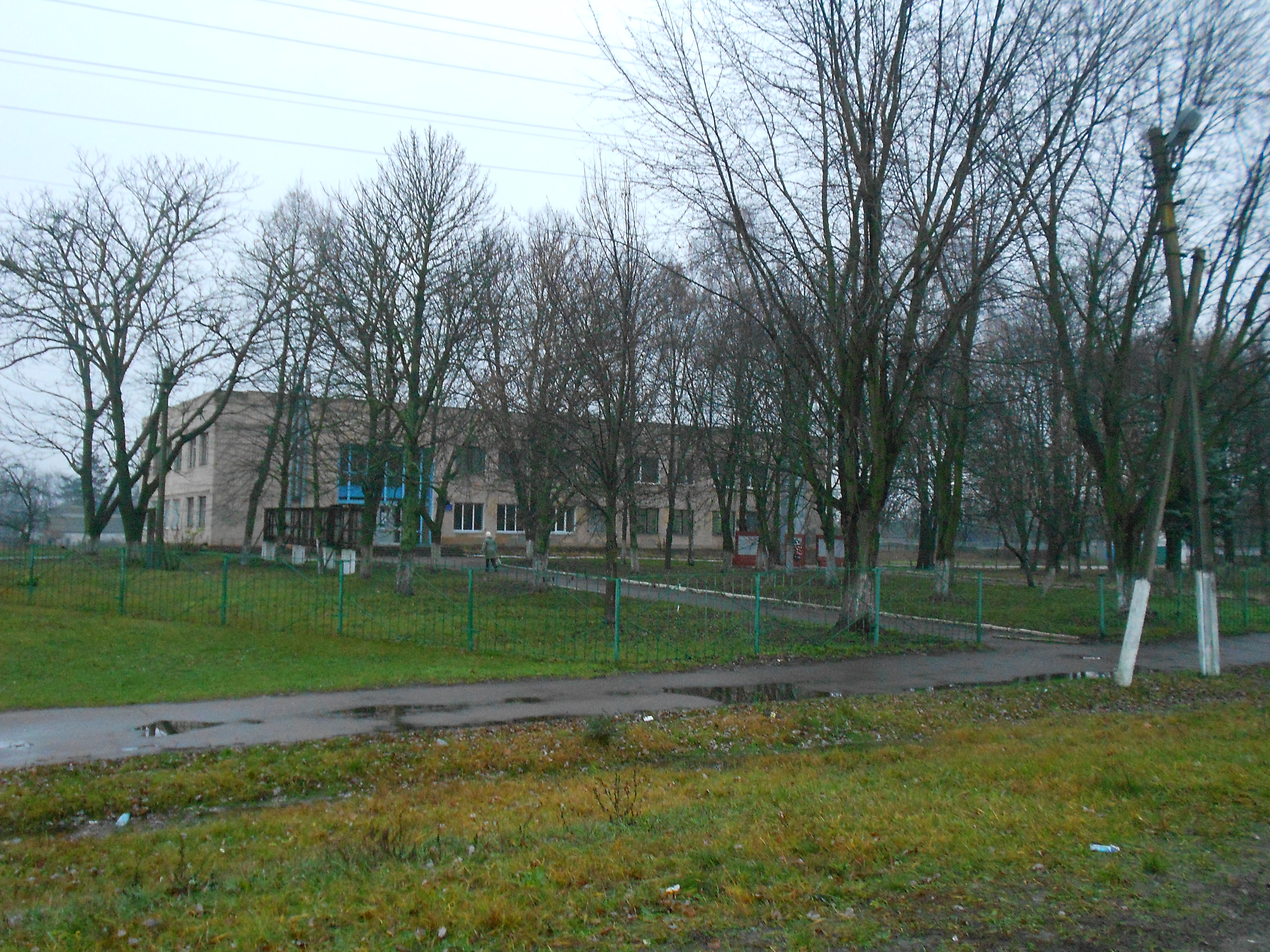
Приміщення Іванівської ОТГ
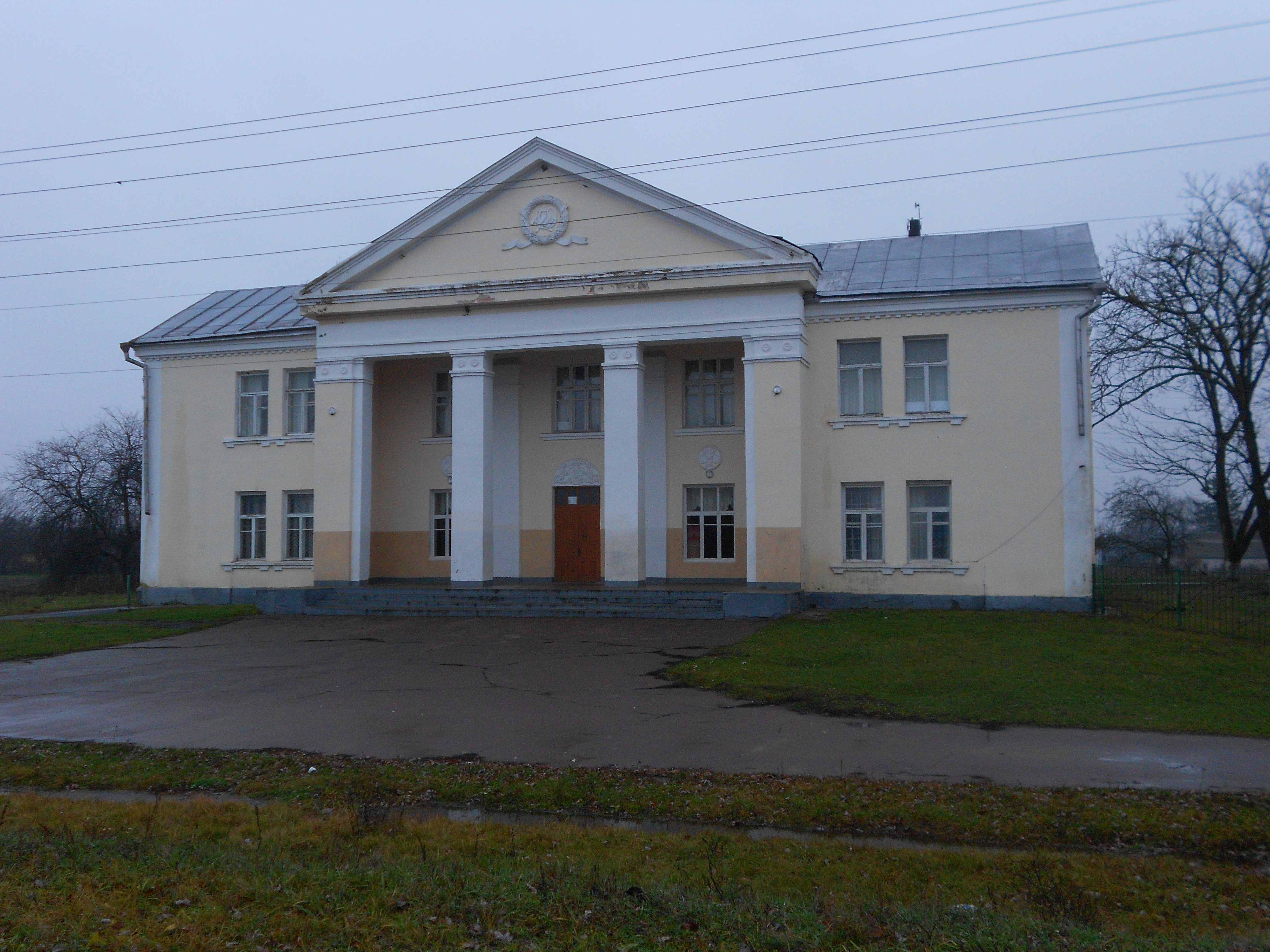
Будинок культури
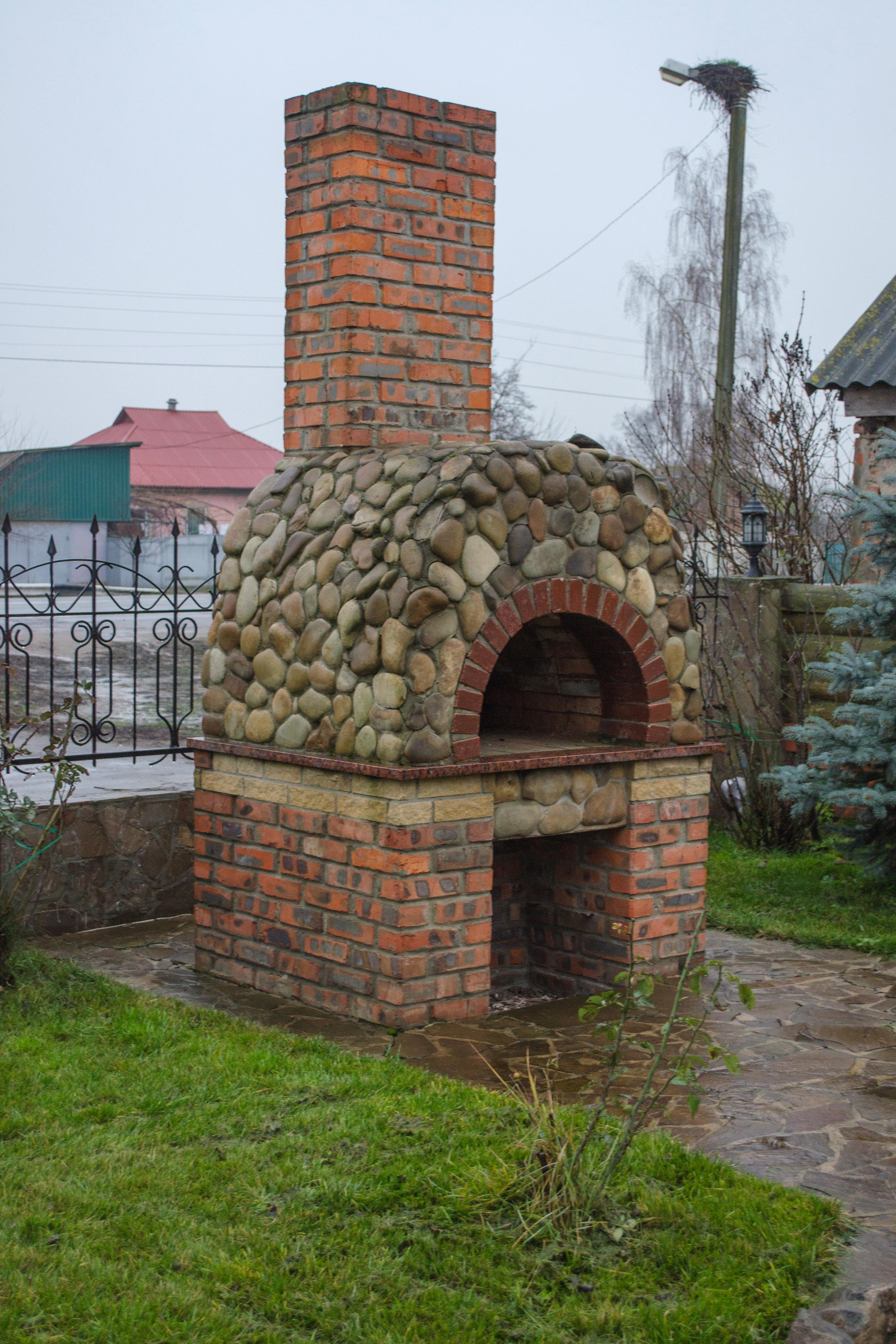
Декоративна піч
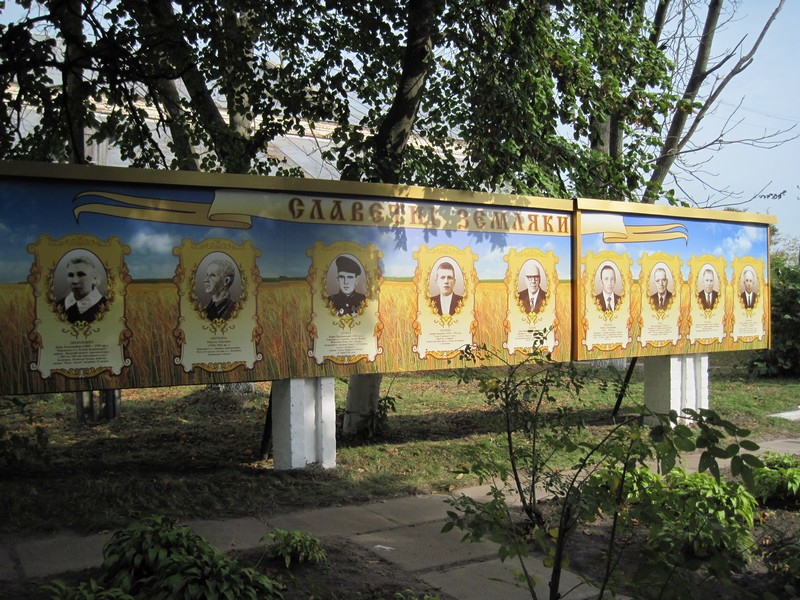
Меморіальна дошка, присвячена славетним землякам